# Тайна Эдвина Друда
«Та́йна Э́двина Дру́да» (англ. The Mystery of Edwin Drood) — последний и неоконченный роман Чарльза Диккенса, написанный в жанре детектива с элементами «готики». Роман должен был выйти в двенадцати ежемесячных выпусках журнала «Круглый год», но на момент смерти Диккенса (9 июня 1870 года) было опубликовано только три выпуска. Позже были выпущены ещё три, найденные в рукописях. Итак, Диккенс успевает написать половину романа. Писателя многие упрекали в неумении создать «закрученный» сюжет, поэтому «…у него возникла мысль — показать, что он тоже может крепко построить сюжет, по-новому, оригинально и так, что никому не удастся предугадать его развитие». В предыдущих произведениях, если Диккенс вводил тайну, она не придавала произведению особой загадочности, но после выхода частей «Эдвина Друда», почти не поддающихся разгадке, до сих пор появляются противоречивые версии окончания романа. Насколько Диккенсу удалось сбить с толку читателей и литературоведов, можно судить по тем противоречивым выводам, к которым приходили самые квалифицированные исследователи. Писатель ни в опубликованных частях романа, ни в рукописях не оставил никаких указаний или намёков, чем должен кончиться роман.
Входит в американскую версию «100 лучших детективных романов всех времен».

## Сюжет
Эдвин Друд и Роза Буттон обручены с детства своими отцами (которые уже умерли), они любят друг друга, но Розу тяготит и пугает то будущее, которое сразу наступит для них после их свадьбы. Эдвин Друд имеет долю в фирме отца и должен получить наследство — фирму — после этой обязательной свадьбы. Фирма прибыльная — производство оборудования для котлов. Эдвин имеет образование инженера. После свадьбы и получения фирмы Эдвин и Роза должны уехать в Египет, где у Эдвина будут развиваться дела его фирмы. Роза и Эдвин любят друга друга, но то, что их брак — это всего лишь обязательная сделка, тяготит их. Они мечтают о свободном чувстве — выстраданном, как всеми влюблёнными, чтобы их свадьба была настоящим триумфом их взаимных чувств. Поэтому они просто дружат.
У Эдвина есть дядя несколькими годами его старше, Джон Джаспер, который тайно безумно любит Розу. Джаспер служит регентом хора в городском соборе, он прекрасный музыкант, имеет репутацию в городе благочестивого человека, но он тяжело болен неизвестной болезнью, боли он лечит опиумом. Он ненавидит всю свою жизнь, ненавидит свое регентство, ненавидит этот маленький город. Иногда тайно он посещает один притон в Лондоне, который содержит Старуха, но эта Старуха тайно по неизвестным причинам его ненавидит.
Джаспер пытается подружиться с хранителем кладбища при городском соборе Дульсом. Дульс имеет ключи от всех семейных склепов. Когда Джаспер держит в руках связки ключей, он ударяет по ним. Это признак того, что Джаспер как регент хора и музыкант отлично может запомнить тон звучания нужного ключа. Дульс рассказывает Джасперу, как можно определить пустоты в гробах и в склепах — по звуку ударов молотком. Дульс — пьяница и угрюмый человек, но у него очень мудрая философия, он отлично контролирует информацию, которой делится.
Священником городского собора является Симптимус Кларкл. Это очень разумный человек. У него твёрдая воля, это видно по тому, что он каждое утро купается в ледяной проруби, дома занимается боксом. Он знает о тяжёлой болезни своего регента Джаспера и о его обмороках опиумиста. Он живёт с матерью и принимает деятельное участие в жизни города.
В город приезжает председатель филантропического общества Грох. Он опекун брата и сестры Невила и Елены Ландлес. Своё опекунство он купил у их отчима-опекуна, который проживал на Цейлоне с ними. Их отчим был ужасным человеком — рабовладельцем. Невил и Елена росли вместе с прислугой и рабами, часто были унижаемы и биты. За шесть лет четыре раза пытались бежать. При этом планы побегов разрабатывала Елена, она же переодевалась в мужской наряд. Невил мечтал убить отчима. Но вот отчим умер и новый опекун привёз их в Англию, чтобы они жили в маленьком городке и постепенно понимали законы английского общества, стали англичанами. Аббат Симптимус принимает участие в этом.
Когда Невил видит Эдвина Друда, он понимает, что перед ним богатый англичанин, который гордится, что он белый, то есть это один из будущих истязателей — рабовладельцев в одной из колоний. Невил влюбляется в Розу и понимает, что Эдвин не достоин её. Между Эдвином и Невилом возникает вражда. Джаспер приводит их к себе на прощальный ужин (Эдвин наутро должен уехать) и пытается на словах помирить их. Но при этом поит их вином с каким-то наркотиком. Эдвин действительно заявляет о превосходстве белых. Ссора разгорается. Невилл желает Эдвину, чтобы тот испытал лишения и невзгоды, Эдвин закипает яростью. Эдвин и Невил уходят и идут ночью вдоль реки.
После этой ночи Эдвин Друд исчезает. Невила обвиняют в убийстве Эдвина Друда, заключают под стражу, но впоследствии, из-за недостатка улик, отпускают.
Роза носит траур по Эдвину. В одну из прогулок Джаспер страстно признаётся ей в любви. Роза уже много лет ненавидит и боится Джаспера (до обмороков), и это признание погружает её в ужас. Единственным человеком, кто знает об ужасе Розы перед Джаспером, является Елена Ландлес, подруга Розы.
Через полгода в Клостергэме появляется незнакомец с огромной седой шевелюрой. Зовут его Дик Дэчери. Он следит за Джаспером, встречается со Старухой-опиумщицей, с Дульсом. Цель его приезда и дальнейших действий в городе неизвестна. На этом моменте роман обрывается.

## Создание

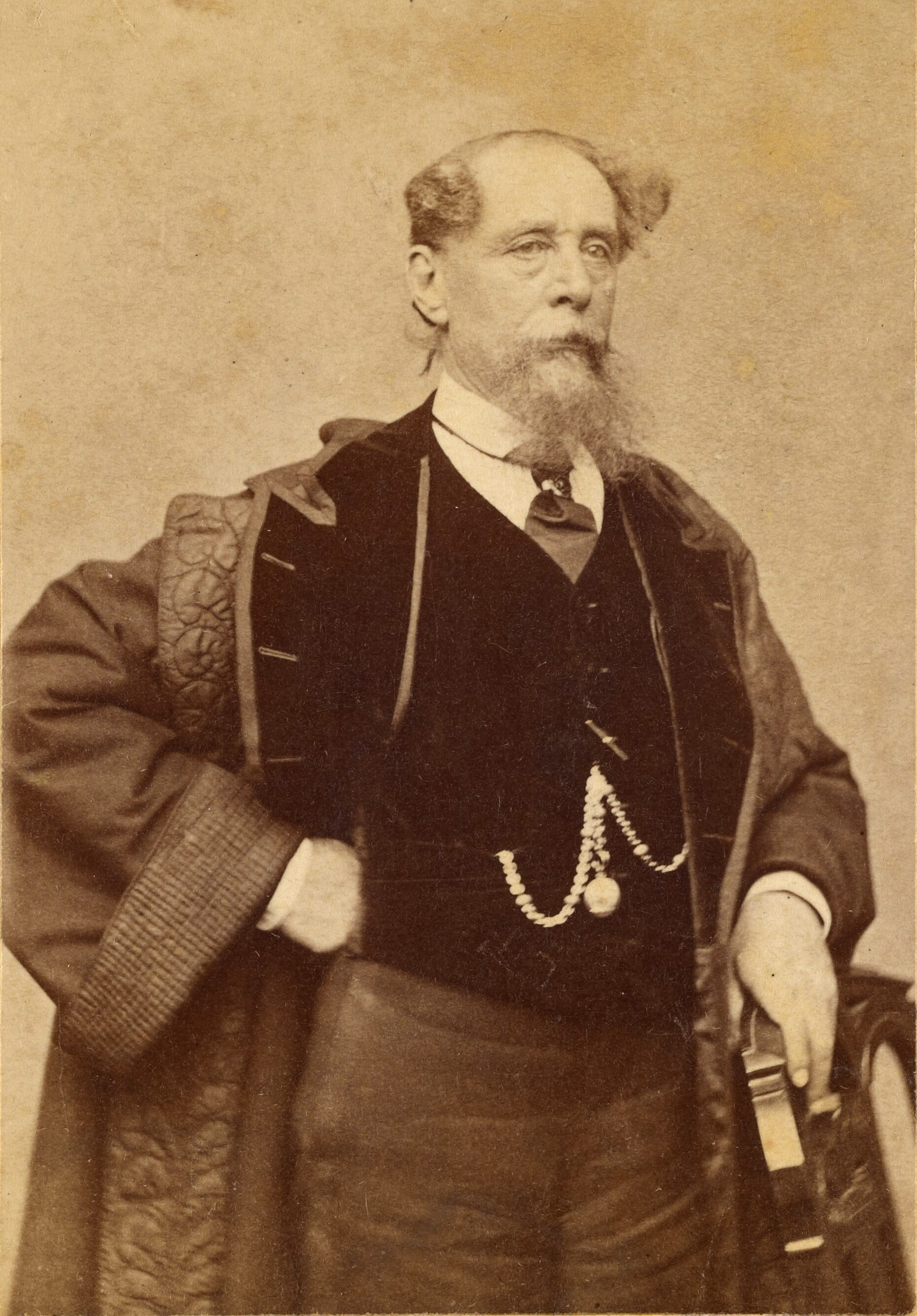
Чарльз Диккенс.

Диккенс взялся за «Тайну Эдвина Друда» через четыре с половиной года после завершения «Нашего общего друга» осенью 1865 года. Пол Дэвис указывает, что это самый длинный интервал между двумя произведениями за всю карьеру Диккенса, и объясняет этот разрыв проблемами со здоровьем, попутно связанными с неистовством романиста в публичных чтениях в течение нескольких лет в Великобритании и Америке ; К этому добавляется редакционное, административное и коммерческое управление еженедельника «Круглый год», успех которого увеличивает нагрузку. И только 6 августа 1869 года Диккенс в беседе со своим другом Форстером снова выдвинул идею, описав её на этот раз как трудно реализуемую. Однако с осени 1866 года он имел в виду свою новую книгу, о чём писал своему издателю и американскому другу Джеймсу Томасу Филдсу. Запланировано только двенадцать ежемесячных выпусков, то есть две трети предыдущей серии, чтобы удовлетворить, как утверждает Роберт Л. Паттен, новым требованиям издательского рынка, но только половина будет закончена, когда смерть поразила Диккенса 9 июня 1870 года во время работы над шестым выпуском.
По словам руководившего гастролями писателя импресарио Джорджа Долби, Диккенс потерял сознание на глазах у публики 22 апреля 1869 года в Престоне, став жертвой, согласно описанным симптомам (головокружение, паралич, трудности с речью, усталость), легкого инсульта ; его врач немедленно приказал ему прекратить эти изнурительные сеансы чтения, и именно эта вынужденная остановка позволила ему серьёзно вернуться к своей рукописи. Таким образом, он работал над ним все лето, колебался над тем, как его назвать, и выбрал тот, который он наденет 27 сентября, дав по этому случаю маленькие крестины. 18 октября он написал своему другу, актёру Макреди, что у него «первые муки» («предварительные агонии»), и первый номер был готов на следующей неделе, так как Форстер вспоминал, что читал его 26 числа. Однако возникла заминка: её зять Чарльз Коллинз, муж Кати (будущей миссис Перуджини), отвечавший за иллюстрации, заболел, и ему пришлось искать замену; это будет Сэмюэл Люк Файлдс Р. А. по предложению художника Джона Эверетта Милле. Диккенс понимал «к своему ужасу», то первые два выпуска оказались на двенадцать страниц короче. Поэтому пришлось жонглировать: он добавил изначально не запланированный на данном этапе эпизод дня рождения Розы Буттон, и перенес главу «Мистер Дердл и друг» с третьего выпуска в первый. В конце декабря он доложил Форстеру о ходе своей работы и через две недели написал, что надеется, что в номерах 5 и 6 «история будет вращаться вокруг центра интереса, который сохранится до конца».

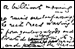
Факсимиле последней страницы незаконченной рукописи.

Однако, судя по его рабочим записям, он изо всех сил пытается следовать своему плану и представил несколько эпизодов раньше запланированного. Форстер вспоминал, что у него были некоторые сомнения в целесообразности введения персонажа Дэчери в этот момент романа, а Гарри Стоун отмечает, что в его черновиках количество появлений фразы «уже сделано» было для него непривычно. Существует также загадка, относящаяся к фрагменту под названием «Фрагмент Сапси», трем рукописным листам, пронумерованным от 6 до 10, с мистером Сапси и персонажами, которых нет в романе. Форстер, обнаруживший их в бумагах Диккенса и воспроизведший в своей биографии, полагает, что они были призваны конкретизировать сюжет последних событий ; другие критики придерживаются мнения, что они скорее были частью предыдущих глав, но были отвергнуты Диккенсом. Наконец, Рудольф Леман сообщает в своей автобиографии «Воспоминания художника» (1926), что помощник редактора журнала «Круглый год» Генри Уиллс сказал ему, что Диккенс в середине публикации «изменил сюжет и оказался запутанным в лабиринте, из которого не мог найти выхода».
Работая над рукописью, Диккенс, вопреки совету своего врача, предпринимает прощальный тур из прошедших с 11 января по 15 марта 1870 года двенадцати публичных чтений, завершившихся аудиенцией у королевы Виктории. Он признает, что ему трудно совмещать все эти занятия и что он «иногда действительно находится под давлением», а своему другу, актёру Чарльзу Кенту, он заявляет о «продвижении вперёд, но медленном». Кроме того, он страдал от боли в стопе, которую описывает как «настоящий мешок боли», и беспокоится о томящемся в Австралии своём сыне Плорне. 8 июня он работал над рукописью и закончил шестой выпуск, который также оказался на две страницы короче в печатном варианте в последней 22 главе «Снова рассвет», где он описал красоту и плодородную природу, вторгающуюся в собор и проповедует «Воскресение и жизнь». В тот же вечер у него произошло кровоизлияние в мозг, и он скончался на следующий день, не приходя в сознание..

### Издание и приём
Тайна Эдвина Друда выходила шестью ежемесячными сериями с апреля по сентябрь 1870 г. и одним томом 31 августа того же года.. Диккенс увидел появление только первых трех выпусков, но он уже написал и даже исправил корректуру трех других, как он сказал Филдсу 14 января. Затем они были отредактированы Джоном Форстером, очень пострадавшим от потери своего друга. Некоторые из сделанных им сокращений были включены снова, а последняя глава пятой части была разделена на две части и добавлена к шестой.

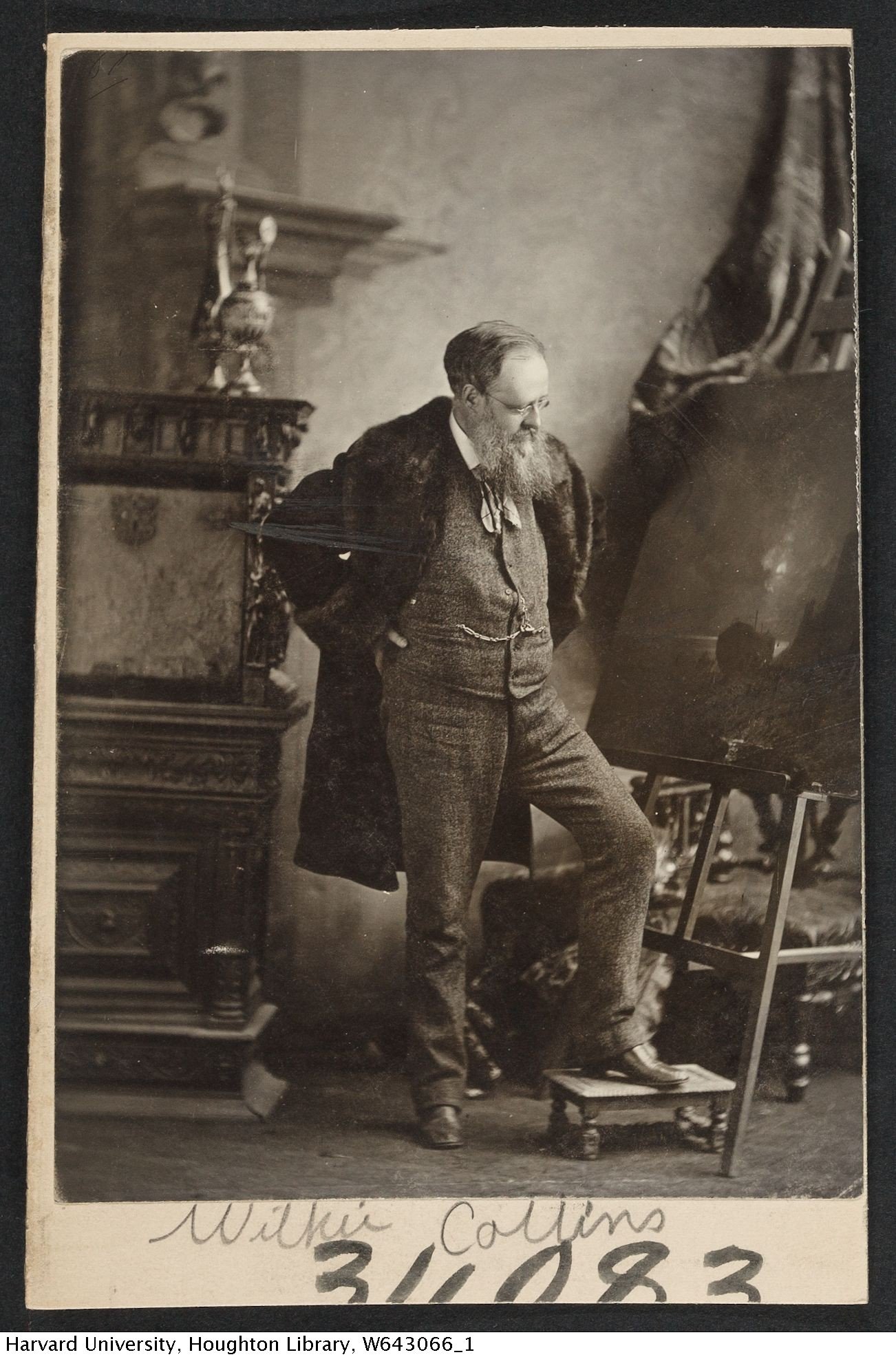
Английский писатель и драматург Уилки Коллинз (1824—1889) в своём кабинете

На момент публикации продажи составили 50 тыс. экземпляров, превысив тем самым 38 тыс. Крошки Доррит и 40 тыс. экземпляров «Нашего общего друга». Диккенс был в восторге и с триумфом писал Филдсу: «Он очень и очень далеко опередил всех своих предшественников»..
Писатель Уилки Коллинз хорошо знал о колебаниях и трудностях своего друга, которые побудили его написать в открывшемся 4 декабря 1869 года еженедельнике The Graphic, что «Тайна Эдвина Друда» — это «последнее тяжелое усилие Диккенса, меланхолическое усилие измученного мозга». Для Пола Дэвиса Уилки Коллинз этим грубым замечанием выражает свое недовольство темами, выбранными Диккенсом, Востоком, тайной, слишком близкой к его собственному роману «Лунный камень», также связанному с опиумом и его пристрастием. По общему признанию, роман Коллинза все ещё свеж в памяти, так как его вторая публикация в журнале Круглый год закончилась двумя годами ранее, но то, что могло бы быть авторской ревностью, кажется маловероятным, настолько крепкими были узы дружбы между двумя романистами..
Джордж Бернард Шоу критиковал книгу, описывая её как «жест человека, который уже был на три четверти мертв», но воспроизводящий это суждение Ангус Уилсон тут же добавляет, что таково мнение более современных критиков, а также предлагает нам взяться за рецензии, опубликованные во время первой публикации The Times, Athenaeum и особенно The Graphic от 2 апреля 1870 года, которые видели в Эдвине Друде «не работу умирающего человека, а знаменательное проявление неизменной жизненной силы Диккенса, доказательство того, что он знал, как развлекать целое новое поколение, как он развлекал поколение их отцов» («не рассматривается как книга умирающего, но замечательный знак настойчивости жизненной силы Диккенса, доказательство того, что он мог развлекать целое новое поколение, как развлекал их отцов»). Таким образом, он заключает, что «отвержение» Коллинза и Шоу можно также «отбросить как легкое и недостаточное задним числом» («может быть само по себе отброшено как легкое и недостаточное задним числом»). Более того, Джон Форстер, близкий друг и доверенное лицо Диккенса, с 1874 г. отражал почти всеобщее мнение о том, что «его [Диккенса] творческая сила не пострадала [и в духе] его обычной легкости и живости» («его сила воображения была на пределе). его лучшее [и обладало] чем-то от прежней легкости и жизнерадостности животных духов»).

## Тематика

#### Убийство и его последствия
Грешный человек
Пол Дэвис пишет, что большинство комментаторов «Тайны Эдвина Друда» рассуждают так, будто Диккенс планировал закончить её подобно Уилки Коллинзу, то есть как детективный роман, а не в духе предшествовавших его последнему роману произведений: двое обещанных друг другу молодых людей расходятся, и каждая из их судеб становится главным субъектом, как это было сделано в, как это сделали Джон Хармон и Белла Уилфер в «Нашем общем друге», и Пип и Эстелла в «Больших надеждах». На самом деле, добавляет он, во многих отношениях роман начинается, как и другие, с контраста: здесь то, что противопоставляет опиумный притон монастырям Клойстерхэма, как в «Холодном доме» внешний и внутренний вид, представленный рассказчиком в третьем лице, публичное повествование от лица и частное повествование от первого лица Эстер Саммерсон. По общему признанию, курительная комната напоминает Восток, но её основная функция — открыть дверь во внутренний мир Джаспера, настолько отличный от его публичной персоны и настолько отдельный от него самого, — добавляет Пол Дэвис, — что в нём остаешься чужим. Во-вторых, хормейстер активно ищет кровожадного курильщика опиума своего племянника; бездна, во многом напоминающая ту пропасть, которая разделяет автоматическую респектабельность школьного учителя Брэдли Хедстоуна в «Нашем общем друге» и его страстную и смертоносную внутреннюю сущность. По этому рассказу собор, проекция одного из лиц Джаспера, перекликается с проекциями церковных романов Энтони Троллопа, но жизнь церковных людей не интересует Диккенса, который опирается на объяснение, которое предлагает присутствию «зла»  религиозные мистерии. «Друд, по Дэвису, приближается больше к миру Грэма Грина, чем к миру Троллопа».
На самом деле грех вызывается из сцены рва, где есть ссылки на «запятнанный дух» (нечистый дух) и на Иисуса, изгоняющего бесов. Песнь молитвы, чьи грозные слова гремят под сводами, «При грешнике» («Где грешник»), следует тут же, если не в тексте, то в литургии (и коллективной совести верующих, единой призывая другого), отрывком из Псалма 51: Я беззакония мои сознаю, и грех мой всегда предо мною.. За прегрешениями Яспера последуют другие и однажды ему придется ответить за них, таким является, по словам Питера Престона, направлением, указанным текстом, поэтому так много аллюзий, которые сразу же задают тайну его поведения в будущем: примет ли он реальность своей испорченности, познает ли он раскаяние, придется ли ему страдать наказание?
Авель и Каин
Для Питера Престона продолжение библейских ссылок, к которым прибегает Диккенс, достаточно указывает на то, что речь пойдет об убийстве близкого родственника: Каин и Авель цитируются и описываются после исчезновения Эдвина Друда, сначала Невиллом Лэндлессом, который, когда одна из поисковых групп наказывает его, он защищается словами, близкими к словам Бытия, 4, 15: ne le tue» («И наложил Господь на Каина знамение, чтобы кто-либо, встретив его, не убил его»). И во время встречи, несколько мгновений спустя, с Джаспером, который с самого начала спрашивает его: "Где мой племянник? («Где мой племянник?»), он отвечает: "Почему ты меня об этом спрашиваешь? («Почему ты спрашиваешь меня?»), новое напоминание о Бытие, 4, 9: "Где Авель, брат твой? («Где Авель, брат твой?», на что Каин возражает: «Не знаю? Разве я сторож брату моему?» («Не знаю. Разве я сторож братьям моим?»). Многие другие аллюзии, которые подавляют Невилла, подозреваемого номер один, чьи слова и жесты вызывают библейское братоубийство, например, когда он покидает Клойстерхэм с «проклятием на своем имени и репутации».
И гулкий Медовый Гром провозглашает команду «Не убивай», на что мистер Криспаркл, менее категоричный и сомневающийся в виновности Невилла, отвечает: «Не произноси ложного свидетельства на ближнего твоего» ; он, второй канон, действительно несет истинную весть о Христе, его миссия - быть с теми, кто страдает и в беде, он проповедует своему жесткому собеседнику благожелательные слова, взятые из ектении Книги общей молитвы: может быть угодно тебе помочь, помочь и утешить всех, кто находится в опасности, нужде и невзгодах», что, по словам Питера Престона, является отражением неизменно сильного предпочтения Диккенсом новозаветной вести о любви и искуплении..
Макбет
Другой источник отсылок — самая мрачная и кровожадная трагедия Уильяма Шекспира „Макбет“, первая аллюзия на которую находится во внешне нейтральном отрывке, но с богатым зловещими коннотациями шекспировским словесным эхом, тогда как это „степенное и клерикальное птица, ладья, когда он летит домой к закату“, косвенная отсылка к произнесенному непосредственно перед сценой убийства Банко стиху Тускнеет свет, и ворон в лес туманный летит. Тот же прием накануне исчезновения Эдвина, когда Диккенс вызвал сильный ветер, снесший трубы на улице, точно также, как в ночь убийства Дункана Ночь бурная была. С того строенья, где ночевали мы, снесло трубу, передают, что многие слыхали предсмертный чей-то вопль и голоса.
Макбет также используется Диккенсом для описания тяжести вины, вызванной в главе 10: Криспаркл идет купаться в окрестностях Клойстерхэма, «столь же уверенный в [своих] успокаивающих силах […] и в здоровье своего разума, как леди Макбет была безнадёжна перед всеми бушующими морями». Если отношения между леди Макбет и Криспарклом не существуют, по крайней мере, уточняет Питер Престон, относится ли упоминание об океане к бурным водам Нептуна, к «многочисленным воплощённым морям», также бессильным очистить «маленькие руку» своего пятна крови, которое «все ароматы Аравии» не могли освежить. Здесь есть предупредительный знак, поскольку именно в этом месте будут найдены вещи Эдвина, указание, при отсутствии доказательств, на то, что имело место убийство. AЕще одна подсказка, всегда наводимая добродетельным Криспарклом: на этой подсказке Джаспер засыпает, когда приходит, чтобы напомнить ему об обещании Невилла извиниться перед Эдвином и ничего не говорить о своих намерениях по отношению к Розе; Джаспер внезапно вскакивает и кричит: «Что происходит? Что он сделал?»., вторя словам Макбета при виде призрака Банко: Кто это сделал?. В комментариях Питера Престона Диккенс, похоже, ещё до исчезновения Эдвина, поместил ключ, указывающий на убийство, и поскольку призрак Банко является невидимой для кого-либо проекцией вины Макбета, кроме самого убийцы, читатель, кажется, косвенно склонен думать, что Джаспера тоже одолевают неясные внутренние муки того же порядка..
В своей последней незаконченной главе Диккенс отправляет Джаспера обратно в его лондонское ныряние и там, в опийном бреду, шепчет принцессе Фугу: «Я делал это так часто и так подолгу, что,  когда оно совершилось на самом деле, его словно и делать не стоило, все  кончилось
так быстро!», вторя, как пишет Питер Престон, словам Макбета: Добро б удар, и делу бы конец, и с плеч долой! Минуты бы не медлил, по версии Престона знакомым текстом автором предполагается, а не пересказывается судьба Эдвина Друда..

## Истолкование
Считается, что в романе три основные тайны:
1. Был ли в действительности убит Эдвин Друд?
2. Кто такой Дик Дэчери?
3. Кто такая старуха, курящая опиум, и какова её связь с Джаспером?

Разные исследователи пришли к совершенно противоположным выводам.
В 1874 году в журнале «Knowledge» появляется ряд статей под общим заглавием «Мертвец выслеживает», в которых появляется версия, согласно которой Диккенс построил этот роман примерно так же, как и свою ранее написанную повесть «Пойман с поличным», где персонаж, которого пытались убить, сам выслеживает и сбивает с толку убийцу. Согласно этой теории, Джону Джасперу не удаётся убить Друда, и через полгода он появляется в облике Дика Дэчери, чтобы самому вывести своего дядю на чистую воду. Но из воспоминаний старшего сына Чарлза Диккенса известно, что писатель на вопрос о судьбе Эдвина Друда ответил, что он, конечно же, убит.
Существует другая теория, изложенная в статье Дж. К. Уолтерса «Ключи к „Тайне Эдвина Друда“»: Друд убит Джаспером. В качестве Дэчери появляется Елена Ландлес, с целью оправдать своего брата Невила. О том, что Дик Дэчери — женщина, по мнению автора, говорит огромный парик, скрывающий женскую причёску. Также из романа известно, что Елена в детстве несколько раз переодевалась в мужскую одежду, чтобы с братом сбежать от жестокого отчима. Интересен факт, что Дэчери для записей пользуется каким-то странным шифром (он оставлял меловые чёрточки разной длины на дверце буфета). Объяснить такой способ записей можно таким образом: в викторианскую эпоху девочек обучали писать «заострённым» шрифтом с росчерком, а мальчиков — «круглому» шрифту, поэтому пол писавшего легко определить. Из всего вышеизложенного автор статьи приходит к выводу, что именно Елене Ландлес Диккенс отвёл роль разоблачительницы Джаспера.
Третья версия высказана И. И. Смаржевской в статье «Кто такой мистер Дэчери». Автор статьи опирается на рисунки с первой обложки романа, которые выполнены под руководством самого Диккенса его зятем. При внимательном рассмотрении можно убедиться, что девушка с цветами в левом верхнем углу и мстительница с кинжалом — одно и то же лицо. Предполагается, что это Роза Буттон, так как в начале романа — она беззаботная девушка (с цветами), а затем она первая начинает подозревать Джаспера в злых намерениях. Картинки внизу изображают Розу и Джаспера в момент его признания в любви и рядом Дэчери, который поднимается по лестнице собора. Лица у Дэчери и Розы снова очень похожи, поэтому зная, что Диккенс сам направлял руку художника, Смаржевская предполагает, что Роза и Дэчери — это один и тот же человек.
Любопытен тот факт, что в 1914 году Диккенсовское общество подвергло Джона Джаспера «суду». Современным исследователям трудно понять серьёзность, с которой отнеслись к «процессу» диккенсоведы того времени. В «суде» приняли участие многие литературные деятели начала XX века. Например, обязанности старшины присяжных взял на себя Б. Шоу, хотя при этом он обходил молчанием этот роман, считая, что «Эдвин Друд» лишён литературных достоинств. С помощью данного «процесса» литературоведы надеялись открыть загадки, скрытые в романе. В судебном разбирательстве участвовали наряженные в костюмы актёры, изображавшие персонажей. «Процесс» длился более четырёх часов и закончился совсем неожиданно: Шоу вдруг поднялся с места и без всякого совещания с жюри объявил, что приговор уже обсуждён и все члены жюри сошлись во мнении, что «Джаспер виновен в преднамеренном убийстве».
Таким образом, раскрытие тайны романа «Эдвин Друд» — это дело будущих литературоведов и любителей творчества Чарлза Диккенса.
Артур Конан Дойл на спиритическом сеансе вызвал дух Диккенса, и тот сообщил ему, что Эдвин выжил (хотя при жизни говорил своему сыну и Джону Форстеру, что Эдвин Друд убит).
Роман анализируется, в частности, в следующих произведениях:
- Дэн Симмонс. «Друд, или человек в чёрном». В этом романе реальные биографии Чарльза Диккенса и Уилки Коллинза перемешиваются с литературной реальностью романа «Тайна Эдвина Друда» и вымыслом Дэна Симмонса.
- Мэтью Перл. «Последний Диккенс».

## Экранизации
- Тайна Эдвина Друда — немой фильм 1909 года, режиссёр Артур Гилберт (Великобритания)
- Тайна Эдвина Друда — немой фильм 1914 года, режиссёры Эрбер Блаше и Том Террисс, (США)
- Тайна Эдвина Друда — фильм 1935 года, реж. Стюарт Уокер (США). Фильм имеет оригинальную концовку, иллюстрирующую одну из популярных версий. Незнакомец Дик Дэчери - это обвиняемый в убийстве Невилл Лэндлесс, который доказывает свою невиновность, разоблачая Джаспера
- Тайна Эдвина Друда (телеспектакль) — реж. А. Орлов. Т/о «Экран», 1980. Телеспектакль, в котором подробно изображены все сцены неоконченного романа, а также некоторые версии.
- Бродвейский мюзикла «Тайна Эдвина Друда», 1985. Текст и музыка Руперта Холмса, режиссёр Уилфорд Лич. Imperial Theatre, 1985. Спектакль получил пять премий Тони.
- Тайна Эдвина Друда — британский фильм 1993 года режиссера Тимоти Фордера с Робертом Пауэллом в роли Джаспера.
- Тайна Эдвина Друда — мини-сериал производства BBC, 2012, реж. Диармуид Лоуренс. В отличие от романа, сериал имеет оригинальную концовку.